# Плешаков, Юрий Сергеевич
Ю́рий Серге́евич Плешако́в (укр. Юрій Сергійович Плешаков; 29 августа 1988, Севастополь — 22 ноября 2020, Севастополь) — украинский футболист, нападающий.

## Биография

### Клубная карьера
С 2002 года по 2005 год выступал в ДЮФЛ за севастопольский СДЮШОР-5. Сезон 2005/06 провёл дубле харьковского «Металлиста», сыграл 9 матчей и забил 1 гол в молодёжном первенстве Украины.
Позже перешёл в стан клуба «Севастополь», который выступал во Второй лиге. В основе клуба дебютировал 29 октября 2006 года в домашнем матче против «Феникс-Ильичёвеца» (1:0), Плешаков вышел на 82 минуте вместо Алексея Мазуренко. В сезоне 2006/07 вместе с командой выиграл Вторую лигу и вышел в Первую лигу. В 2008 году провёл 3 матча за «Севастополь-2». В сезоне 2009/10 Плешаков забил 16 мячей в 31 матче Первой лиги и стал вторым бомбардиром турнира, уступив лишь Сергею Кучеренко с 19 забитыми голами. «Севастополь» в этом сезоне смог стать победителем и выйти в Премьер-лигу. В Премьер-лиге дебютировал 9 июля 2010 года в выездном матче против луганской «Зари» (0:0), Плешаков вышел на 54 минуте вместо Андрея Зборовского, а уже на 77 минуте ушёл с поля вместо Сергея Нудного.
Зимой 2011 года побывал на просмотре в польском клубе «Краковия», вместе с Артёмом Култышевом, но команде не подошёл. Позже он был отдан в аренду в белорусскую «Белшину» из Бобруйска, вместе с Максимом Лисовым.
После присоединения Крыма к России принял российское гражданство. В 2015 году стал игроком севастопольского клуба СКЧФ.
22 ноября 2020 года скончался в больнице от черепно-мозговой травмы, причина которой не называется.

### Карьера в сборной
В ноябре 2009 года Павел Яковенко вызвал Плешакова в состав молодёжной сборной Украины до 21 года на матч против Бельгии.

## Достижения
- Победитель Первой лиги Украины: 2009/10
- Победитель Второй лиги Украины (2): 2006/07, 2012/13
- Серебряный призёр молодёжного чемпионат Украины: 2005/06

## Статистика
| Сезон   | Клуб                  | Лига                 | Чемпионат | Чемпионат | Кубок | Кубок | U-21 | U-21 |
| Сезон   | Клуб                  | Лига                 | Игры      | Голы      | Игры  | Голы  | Игры | Голы |
| ------- | --------------------- | -------------------- | --------- | --------- | ----- | ----- | ---- | ---- |
| 2005/06 | Металлист             | Высшая лига Украины  |           |           |       |       | 9    | 1    |
| 2006/07 | Севастополь           | Вторая лига Украины  | 9         | 1         | 1     | 0     | —    | —    |
| 2007/08 | Севастополь           | Первая лига Украины  | 17        | 0         |       |       | —    | —    |
| 2008/09 | Севастополь           | Первая лига Украины  | 14        | 3         | 1     | 1     | —    | —    |
| 2008/09 | → Севастополь-2       | Вторая лига Украины  | 3         | 0         | —     | —     | —    | —    |
| 2009/10 | Севастополь           | Первая лига Украины  | 31        | 16        | 1     | 0     | —    | —    |
| 2010/11 | Севастополь           | Премьер-лига Украины | 9         | 1         | 2     | 2     | 7    | 1    |
| 2011    | → Белшина             | Чемпионат Белоруссии | 11        | 0         | 4     | 0     |      |      |
| 2011/12 | Севастополь           | Первая лига Украины  | 8         | 2         |       |       | —    | —    |
| 2011/12 | → Севастополь-2       | Вторая лига Украины  | 9         | 3         | —     | —     | —    | —    |
| 2012/13 | → Севастополь-2       | Вторая лига Украины  | 11        | 2         | —     | —     | —    | —    |
| 2012/13 | Десна                 | Вторая лига Украины  | 9         | 3         |       |       | —    | —    |
| 2013/14 | Десна                 | Первая лига Украины  | 9         | 2         | 1     | 0     | —    | —    |
| 2014/15 | Сталь Днепродзержинск | Первая лига Украины  | 15        | 1         | 3     | 2     | —    | —    |